# Amposta (kommun)
Amposta är en kommun i Spanien.   Den ligger i provinsen Província de Tarragona och regionen Katalonien, i den östra delen av landet, 400 km öster om huvudstaden Madrid. Antalet invånare är 21 434. Arean är 138 kvadratkilometer. Amposta gränsar till Tortosa, L'Aldea, Deltebre, Sant Jaume d'Enveja, Sant Carles de la Ràpita, Freginals och Masdenverge. 
Terrängen i Amposta är platt åt nordost, men åt sydväst är den kuperad.